# Onthophagus cruciger
Onthophagus cruciger là một loài bọ cánh cứng trong họ Bọ hung (Scarabaeidae).